# Fonds européen de la défense
Le Fonds européen de la défense est un fonds proposé à l'origine par la Commission européenne afin d'apporter un soutien financier aux projets de défense développés en commun au niveau de l'Union européenne.

## Genèse

### Première proposition de juin 2017
La Commission lance le 7 juin 2017 un Fonds européen de la défense pour réduire le dédoublement des dépenses et obtenir un meilleur rapport coût-résultats.
Le Fonds européen de la défense comporte un volet « Recherche » et un volet « Développement et acquisition ».

#### Recherche
Dès 2017, l'Union européenne offrira, pour la première fois, des subventions pour la recherche collaborative dans des technologies et des produits innovants en matière de défense. Les projets éligibles à un financement de l'UE porteront sur des domaines prioritaires convenus au préalable par les États membres, tels que l'électronique, les métamatériaux, les logiciels cryptés ou la robotique. Ils seront financés comme suit :
- 90 millions d'euros jusqu'à la fin de 2019, 25 millions d'euros étant alloués pour 2017.
- 500 millions d'euros par an après 2020. En 2018, la Commission proposera un programme de l'UE spécifiquement consacré à la recherche dans le domaine de la défense doté d'un budget annuel estimé à 500 millions d'euros.

#### Développement et acquisition
Le Fonds fournira des incitations destinées à encourager les États membres à coopérer en matière de développement et d'acquisition conjoints d'équipements et de technologies de défense, sous la forme de cofinancement par le budget de l'Union et de soutien pratique de la Commission. L'Union européenne fournira en cofinancement :
- un total de 500 millions d'euros pour 2019 et 2020 au titre d'un programme de développement de l'industrie de la défense ;
- un milliard d'euros par an après 2020.

### Proposition de la Commission de juin 2018
Le 13 juin 2018, la Commission européenne a fait des propositions budgétaires pour la période 2021-2027 visant à « augmenter l'autonomie stratégique de l'Union, de renforcer sa capacité à protéger ses citoyens et d'en faire un acteur plus influent au niveau mondial ».
La proposition inclut notamment un fonds doté de 13 milliards d'euros dont le but est de financer des projets transfrontaliers (tant d'équipements que de technologies) et interopérables. La création d'une « facilité européenne pour la paix », qui serait quant à elle hors budget de l'UE, est également envisagée. Cette facilité aurait vocation à « [stimuler] la capacité de l'Union européenne à prévenir les conflits, à bâtir la paix et à garantir la sécurité internationale ».

#### Structure du fonds
Les 13 milliards du fonds seraient réparti en deux ensembles. Le premier de 4,1 milliards d'euros finançant des « projets compétitifs de recherche collaborative ». Par la suite, les 8,9 milliards restant sont destinés à compléter les investissements fait par les États membres en apportant un financement supplémentaire pour couvrir certains coûts de développement (prototypes, certifications, essais).
L'innovation radicale (technologie de rupture, etc.) bénéficie de 5 % des fonds alloués et les projets issus de la coopération structurée permanente pourront, s'ils correspondent aux critères prévus pour l'octroi de fonds, bénéficier d'un cofinancement de 10 % en plus.
La question de l'accès du Fonds européen de la défense à des entreprises étrangères est débattue. Les États-Unis ont menacé l’Europe de mesures de rétorsion si leurs entreprises étaient exclues des marchés.

#### Conditions proposées du fonds
Les projets éligibles sont :
- ceux qui favorisent la sécurité de l'UE ;
- ceux qui correspondent aux priorités en matière de défense définies dans la PSDC et dans d'autres organisations internationales (OTAN, etc.).
- « les projets collaboratifs associant au moins 3 participants issus de 3 États membres seront admissibles » ;
- les projets pour lesquels les États membres se sont engagés à acheter le produit final ;
- la participation des PME est encouragée.

Les entreprises à la base du projet devront :
- être basées dans l'Union européenne ;
- avoir leurs infrastructures dans l'UE ;

- et « les prises de décisions ne pourront pas être contrôlées par une entité installée hors de l'Union européenne ».

Selon ces conditions, sont donc exclues des possibilités de financement les « filiale[s] européenne[s] d[es] groupe[s] américain[s], canadien[s], russe[s, ...] chinois[s] » et britanniques.

## Adoption

### Adoption du règlement en avril 2019
C'est finalement le 18 avril 2019 que le Parlement européen adopte le projet de règlement sur le Fonds européen de la défense. Avec 328 voix Pour, 231 Contre et 19 abstentions, ce projet est loin de faire l'unanimité. 

### Adoption du budget pluriannuel 2021-2027
Pour que le Fonds européen de la défense soit définitivement adopté, il restait à fixer l'enveloppe budgétaire qui lui serait allouée dans le cadre financier pluriannuel de l’Union européenne pour les années 2021-2027, qui devait être adopté durant la nouvelle mandature du Parlement européen élu en mai 2019.
La Commission avait proposé une enveloppe de 13 milliards d'euros. Dans le cadre du trilogue budgétaire entre la Commission, les États et le Parlement européen, un accord politique provisoire est trouvé le 14 décembre 2020 sur un montant ramené à 8 milliards d'euros au total sur la période de 7 ans du CFP 2021-2027.  Le Fonds européen de la défense est définitivement adopté par un vote du Parlement européen le 29 avril 2021.
Le 30 juin, la Commission européenne a présenté son programme de travail, articulé autour de 12 catégories d'appels à projets. Au sein de ces domaines, un total de 23 priorités de défense sont proposées à la participation des industriels. 

## Programmes
La Commission européenne prévoit que le Fonds européen de la défense soit effectivement en place en 2021. Dans l'intervalle, deux programmes préliminaires sont en place pour les années 2017 à 2020.
Le plus important des deux est le Programme européen de développement industriel dans le domaine de la défense (PEDID / EDIDP) doté de 500 millions d'euros au total pour les années 2019 et 2020. Ce programme vise à soutenir la compétitivité et la capacité d’innovation de l’industrie de la défense de l’Union européenne.
Le second, le Preparatory Action of Defence Research (PADR), finance des subventions pour la recherche collaborative dans des technologies et des produits innovants en matière de défense pour un montant de 90 millions d'euros entre 2017 et 2019.

## Sources